# Selm
Selm ist eine mittlere kreisangehörige Stadt im nordrhein-westfälischen Kreis Unna und Regierungsbezirk Arnsberg.
Es liegt nördlich der Lippe und gehört naturräumlich und historisch zum Münsterland. Durch den früheren Kohlebergbau und die dadurch bedingte industriell geprägte Siedlungsstruktur ist es zugleich dem Ruhrgebiet zuzuordnen.

## Geografie

### Lage
Selm liegt innerhalb der Großlandschaft der Westfälischen Bucht in der naturräumlichen Haupteinheit des Kernmünsterlands an der südwestlichen Grenze. Der Ortsteil Bork im Süden grenzt an die Lippe, die Bauerschaft Ternsche im Nordwesten an die Stever. Die Ministerkonferenz für Raumordnung legte fest, dass Selm innerhalb der Metropolregion Rhein-Ruhr liegt. Dem städtischen Verdichtungsraum des Ruhrgebiets wird Selm demnach also offiziell zugerechnet. Die Stadt Selm nahm deshalb auch am Kultur- und Großprojekt Ruhr.2010 teil.

### Geologie
Unter kreidezeitlichen Mergelschichten liegt in Selm kohleführendes Karbon. In der Beschreibung der Nordwanderung des Ruhrbergbaus wird das Gebiet Selms der Lippezone zugerechnet. Heute erfolgt Kohleabbau ausschließlich in dieser bis in das Münsterland hineinreichenden Zone. Der Abbau unter Selm erfolgte zuletzt durch das Bergwerk Ost der Deutschen Steinkohle AG.

### Stadtgliederung
Das ursprüngliche Gemeindegebiet wurde aus den Bauerschaften Dorfbauerschaft, Beifang, Ondrup, Ternsche und Westerfelde gebildet und hat sich von 1815 bis zur Eingemeindung Borks nur sehr wenig geändert.

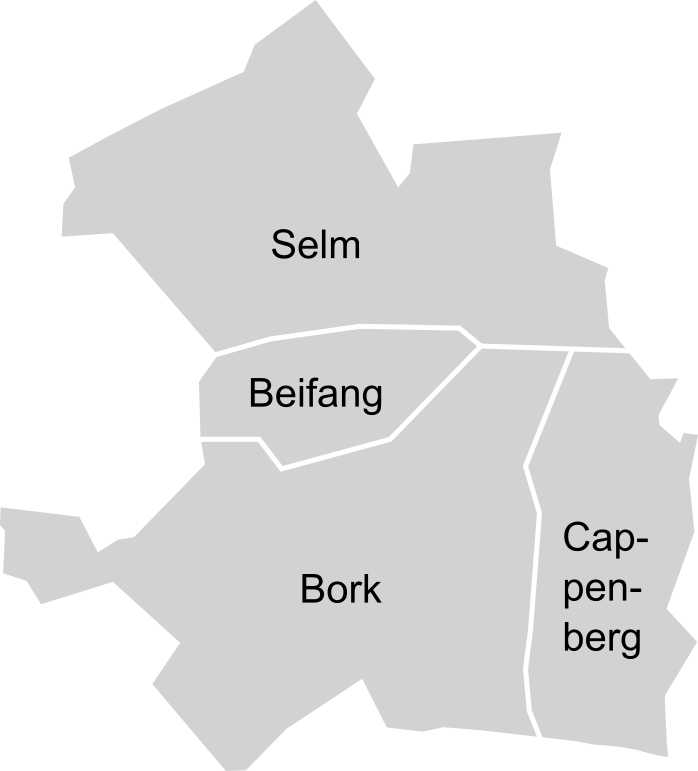
Ortsteile von Selm

Die kreisangehörige Stadt Selm kann in vier Stadtteile gegliedert werden. Dem im Norden des Stadtgebiets gelegenen namensgebenden Selm (mit den Bauerschaften Ternsche, Westerfelde und Ondrup) fügt sich südlich Beifang an. Im Südwesten des Stadtgebiets liegen Bork (mit den Bauerschaften Altenbork und Hassel) und östlich davon Cappenberg mit der Bauerschaft Netteberge.

### Nachbargemeinden
Selm grenzt an folgende Gemeinden (im Uhrzeigersinn, von Norden beginnend): Lüdinghausen, Nordkirchen (beide im Kreis Coesfeld), Werne, Lünen (beide im Kreis Unna) sowie Waltrop, Datteln (beide im Kreis Recklinghausen) und Olfen (Kreis Coesfeld).

### Daten
Der höchste Punkt der Stadt befindet sich mit 111,7 m über NN an der Ecke Borker Straße / Cappenberger Damm / Freiherr-vom-Stein-Straße.
Der niedrigste Punkt mit 44,0 m über NN liegt im Dahler Holz an der Lippe.
Die größte Ausdehnung der Stadt beträgt in Nord-Süd-Richtung 10,7 km und in Nord-West-Richtung 9,8 km.

## Geschichte

### Überblick
Erste Siedlungsspuren stammen aus der Jungsteinzeit nach Ausgrabungen in der Bauerschaft Ternsche.
Urkundlich erwähnt wurde der Ort erstmals im Jahr 858 als zinspflichtig gegenüber der Reichsabtei Herford mit dem Namen „Seliheim“. Daraus entwickelte sich später über „Selheim“ und „Selhem“ der heutige Name „Selm“.
Seit Anfang des 19. Jahrhunderts bis 1946 gehörte Selm zur preußischen Provinz Westfalen. Nach 1815 wurde aus den Kirchspielen Bork, Selm und Altlünen die Bürgermeisterei Bork gebildet. 1843 wurde mit Einführung der Westfälischen Landgemeindeordnung die Bürgermeisterei zum Amt Bork mit den Gemeinden Bork, Selm und Altlünen. Das Amt gehörte bis Ende 1974 dem Kreis Lüdinghausen an.

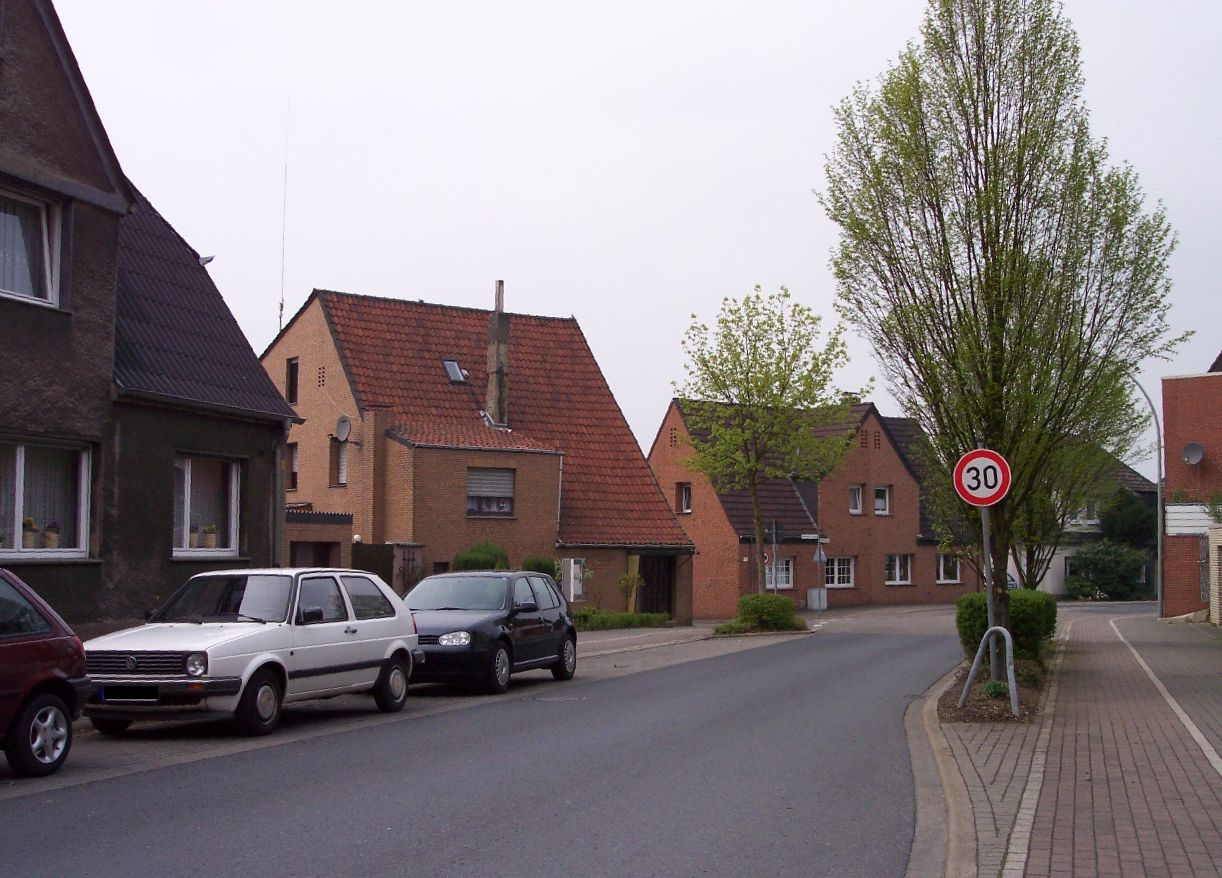
Hermann-Siedlung

1906 wurde mit dem Abteufen der Zeche Hermann in Beifang begonnen. Die Industrialisierung brachte ein Anwachsen der Einwohnerzahl der Gemeinde Selm von 2.000 auf 10.000 mit sich. Die Zeche beschäftigte bis zu 3.500 Arbeitnehmer. Das Heer an Arbeitslosen durch die Stilllegung des Bergwerks im Jahr 1926 brachte die Gemeinde in wirtschaftliche Notlage.
Nach dem Zweiten Weltkrieg lebten viele Bergleute – vor allem der Zeche Minister Achenbach im Lüner Stadtteil Brambauer – und Bergbaurentner mit ihren Familien in Selm-Beifang. Die Gemeinde entwickelte sich im Laufe der Zeit zu einer Wohnstadt für viele, die im Ruhrgebiet arbeiten. 1958 feierte Selm sein 1100-jähriges Bestehen.
Die Stadtrechte erhielt Selm mit Wirkung zum 27. September 1977.
Bundesweite Bekanntheit erreichte Selm durch die vom ADAC und vom MSC Bork 1997 durchgeführte Aktion (K)ein Schild in Selm, bei der eine Woche lang 600 der 1100 Verkehrsschilder in Selm mit einem gelben Sack verhängt waren. Ziel dieser Aktion war es, auf den wachsenden Schilderwald aufmerksam zu machen. Nach der Aktion wurden 43 Prozent der Schilder abmontiert. Noch heute wird in verschiedenen Medien auf diese Aktion hingewiesen. Der ADAC spricht vom Selmer Modell, wenn Städte anstreben, ihren Schilderwald einzudämmen.
Am 13. Juni 2008 jährte sich zum 1150. Mal die erste urkundliche Erwähnung Selms.

### Kommunale Gebietsneuordnung
Durch das Ruhrgebiet-Gesetz wurden zum 1. Januar 1975 die bis dahin zum Amt Bork im Kreis Lüdinghausen gehörenden Gemeinden Selm (mit dem Ortsteil Beifang) und Bork (mit dem Ortsteil Cappenberg) zur neuen Gemeinde Selm zusammengeschlossen. Ursprünglich war überlegt worden, der neu entstehenden Gemeinde den Namen Botzlar zu geben; die Idee wurde jedoch verworfen. Gleichzeitig wurde der Kreis Lüdinghausen aufgelöst und die Gemeinde Selm in den neu zugeschnittenen Kreis Unna eingegliedert.

## Demographie

Einwohnerentwicklung von Selm von 1815 bis 2017. Die untere rote Kurve zeigt den Gebietsstand von 1975 wie in der ersten Tabelle. Die obere blaue Kurve entspricht der zweiten Tabelle

### Einwohnerentwicklung
Vor der Eingliederung der Gemeinde Bork hatte die Gemeinde Selm die folgenden Einwohnerzahlen (1987 und 2013 Selm in den Grenzen vor 1975):
| Jahr | Einwohner |
| ---- | --------- |
| 1815 | 01.150    |
| 1909 | ~2.000.   |
| 1914 | ~8.000.   |
| 1926 | 11.634    |
| 1931 | 10.892    |
| 1933 | 11.297    |

| Jahr | Einwohner |
| ---- | --------- |
| 1961 | 14.245    |
| 1970 | 15.493    |
| 1974 | 15.373    |
| 1987 | 16.435    |
| 2013 | 18.968    |

Jeweils am 31. Dezember (1987 und 2011: Ergebnisse der Volkszählungen) hatte die Stadt Selm die folgenden Einwohnerzahlen:
| Jahr | Einwohner |
| ---- | --------- |
| 1987 | 23.598    |
| 1998 | 26.842    |
| 1999 | 26.967    |
| 2000 | 27.240    |
| 2001 | 27.389    |
| 2002 | 27.448    |
| 2003 | 27.490    |

| Jahr | Einwohner |
| ---- | --------- |
| 2004 | 27.496    |
| 2005 | 27.472    |
| 2006 | 27.456    |
| 2007 | 27.398    |
| 2008 | 27.247    |
| 2009 | 27.123    |
| 2010 | 27.001    |

| Jahr | Einwohner |
| ---- | --------- |
| 2011 | 26.017    |
| 2012 | 25.697    |
| 2013 | 25.553    |
| 2014 | 25.557    |
| 2015 | 26.603    |
| 2016 | 25.714    |
| 2022 | 26.163    |

### Einwohnerstatistik
Nach den statistischen Daten des Demographie-, des Integrations- sowie des Sozialberichts, welche von Wegweiser-Kommune veröffentlicht wurden, ergeben sich für Selm folgende Werte:
- Bevölkerungsanteil der unter 18-Jährigen: 17,2 % (Stand: 2022)
- Bevölkerungsanteil der mindestens 65-Jährigen: 23,1 % (Stand: 2022)
- Ausländeranteil: 7,8 % (Stand: 2022)
- Arbeitslosenanteil an den SvB: 7,7 % (Stand: 2022)

### Konfessionsstatistik
Gemäß dem Zensus 2011 waren 30,1 % der Einwohner evangelisch, 49,1 % römisch-katholisch und 20,8 % waren konfessionslos, gehörten einer anderen Glaubensgemeinschaft an oder machten keine Angabe. Die Zahl der Katholiken und Protestanten ist seitdem gesunken.
Nach der Gemeindestatistik waren (Stand 31. Januar 2019) 27,1 % (7.282) evangelisch, 44,0 % (11.836) katholisch und 28,9 % waren Gemeinschaftslos bzw. ohne Angaben. Mit Stand 2023 gab es 10.735 Mitglieder in die zwei katholischen Gemeinden in Selm, dies entspricht zirka 40 % der Gesamtbevölkerung.

## Politik

### Ergebnisse der Kommunalwahlen 2020 in Selm
Die Sitze im Stadtrat verteilen sich nach dem Ergebnis der Kommunalwahl 2020 folgendermaßen auf die einzelnen Parteien:
| Partei | Stimmen | % (2020) | % (2014) | +/− | Sitze (2020) | Sitze (2014) | +/− |
| --- | --- | -------- | --- | --- | --- | --- | --- |
| SPD | 3.523 | 31,6 %   | 32,8 % | −1,2 % | 10 | 11 | −1 |
| CDU | 3.513 | 31,5 %   | 32,4 % | −0,9 % | 10 | 10 | ±0 |
| UWG | 1.318 | 11,8 %   | 19,2 % | −7,4 % | 04 | 06 | −2 |
| Bündnis 90/Die Grünen | 1.148 | 10,3 %   | 06,8 % | +3,5 % | 03 | 02 | +1 |
| Familien-Partei Deutschlands                                                                                                  | 0.803 | 07,2 %   | 00,0 % | +7,2 % | 02 | 0 | +2 |
| FDP | 0.554 | 05,0 %   | 02,2 % | +2,8 % | 02 | 01 | +1 |
| WfS | 0.283 | 02,5 %   | 00,0 % | +2,5 % | 01 | 0 | +1 |
| Gültige Stimmen | 11.1420 |          | | | | | |
| Ungültige Stimmen | 0.269 |          | | | | | |
| Stimmen Insgesamt | 11.4110 |          | | | 32 | 32 | ±0 |
| Wahlberechtigte Insgesamt | 21.9460 | 52,0 %   | 48,2 % | +3,8 % | | | |
| Sitzverteilung Ratswahl 2020 in SelmInsgesamt 32 Sitze - SPD: 10 - Grüne: 3 - CDU: 10 - Familie: 2 - FDP: 2 - UWG: 4 - WfS: 1 | Sitzverteilung Ratswahl 2020 in SelmInsgesamt 32 Sitze - SPD: 10 - Grüne: 3 - CDU: 10 - Familie: 2 - FDP: 2 - UWG: 4 - WfS: 1 |          | Ratswahl 2020 in SelmWahlbeteiligung: 52,0 % 403020100 31,6 %31,5 %11,8 %10,3 %7,2 %5,0 %2,5 % SPDCDUUWGcGrüneFamilieFDPWfSgGewinne und Verlusteim Vergleich zu 2014 %p 8 6 4 2 0 −2 −4 −6 −8−1,2 %p−0,9 %p−7,4 %p+3,5 %p+7,2 %p+2,8 %p+2,5 %pSPDCDUUWGGrüneFamilieFDPWfSAnmerkungen:c Unabhängige Wählergemeinschaftg Wir für Selm | Ratswahl 2020 in SelmWahlbeteiligung: 52,0 % 403020100 31,6 %31,5 %11,8 %10,3 %7,2 %5,0 %2,5 % SPDCDUUWGcGrüneFamilieFDPWfSgGewinne und Verlusteim Vergleich zu 2014 %p 8 6 4 2 0 −2 −4 −6 −8−1,2 %p−0,9 %p−7,4 %p+3,5 %p+7,2 %p+2,8 %p+2,5 %pSPDCDUUWGGrüneFamilieFDPWfSAnmerkungen:c Unabhängige Wählergemeinschaftg Wir für Selm | Ratswahl 2020 in SelmWahlbeteiligung: 52,0 % 403020100 31,6 %31,5 %11,8 %10,3 %7,2 %5,0 %2,5 % SPDCDUUWGcGrüneFamilieFDPWfSgGewinne und Verlusteim Vergleich zu 2014 %p 8 6 4 2 0 −2 −4 −6 −8−1,2 %p−0,9 %p−7,4 %p+3,5 %p+7,2 %p+2,8 %p+2,5 %pSPDCDUUWGGrüneFamilieFDPWfSAnmerkungen:c Unabhängige Wählergemeinschaftg Wir für Selm | Ratswahl 2020 in SelmWahlbeteiligung: 52,0 % 403020100 31,6 %31,5 %11,8 %10,3 %7,2 %5,0 %2,5 % SPDCDUUWGcGrüneFamilieFDPWfSgGewinne und Verlusteim Vergleich zu 2014 %p 8 6 4 2 0 −2 −4 −6 −8−1,2 %p−0,9 %p−7,4 %p+3,5 %p+7,2 %p+2,8 %p+2,5 %pSPDCDUUWGGrüneFamilieFDPWfSAnmerkungen:c Unabhängige Wählergemeinschaftg Wir für Selm | Ratswahl 2020 in SelmWahlbeteiligung: 52,0 % 403020100 31,6 %31,5 %11,8 %10,3 %7,2 %5,0 %2,5 % SPDCDUUWGcGrüneFamilieFDPWfSgGewinne und Verlusteim Vergleich zu 2014 %p 8 6 4 2 0 −2 −4 −6 −8−1,2 %p−0,9 %p−7,4 %p+3,5 %p+7,2 %p+2,8 %p+2,5 %pSPDCDUUWGGrüneFamilieFDPWfSAnmerkungen:c Unabhängige Wählergemeinschaftg Wir für Selm |

| Partei                       | Kandidat                  | Stimmen | %      | Bürgermeisterwahl 2020 in SelmWahlbeteiligung: 52,0 % 403020100 38,9 %31,0 %9,7 %9,4 %6,2 %4,8 % SPDaCDUbFamiliecGrünedSonst.eFDPfAnmerkungen:a Orlowski, Thomasb Zolda, Michaelc Piekenbrock, Ralf-Ottod Küpper, Marione Gryczan-Wiese, Wilhelmf Zimmermann, Robin |
| SPD                          | Orlowski, Thomas          | 4.344   | 38,9 % | Bürgermeisterwahl 2020 in SelmWahlbeteiligung: 52,0 % 403020100 38,9 %31,0 %9,7 %9,4 %6,2 %4,8 % SPDaCDUbFamiliecGrünedSonst.eFDPfAnmerkungen:a Orlowski, Thomasb Zolda, Michaelc Piekenbrock, Ralf-Ottod Küpper, Marione Gryczan-Wiese, Wilhelmf Zimmermann, Robin |
| CDU                          | Zolda, Michael            | 3.459   | 31,0 % | Bürgermeisterwahl 2020 in SelmWahlbeteiligung: 52,0 % 403020100 38,9 %31,0 %9,7 %9,4 %6,2 %4,8 % SPDaCDUbFamiliecGrünedSonst.eFDPfAnmerkungen:a Orlowski, Thomasb Zolda, Michaelc Piekenbrock, Ralf-Ottod Küpper, Marione Gryczan-Wiese, Wilhelmf Zimmermann, Robin |
| Familien-Partei Deutschlands | Piekenbrock, Ralf-Otto    | 1.084   | 09,7 % | Bürgermeisterwahl 2020 in SelmWahlbeteiligung: 52,0 % 403020100 38,9 %31,0 %9,7 %9,4 %6,2 %4,8 % SPDaCDUbFamiliecGrünedSonst.eFDPfAnmerkungen:a Orlowski, Thomasb Zolda, Michaelc Piekenbrock, Ralf-Ottod Küpper, Marione Gryczan-Wiese, Wilhelmf Zimmermann, Robin |
| Grüne                        | Küpper, Marion            | 1.049   | 09,4 % | Bürgermeisterwahl 2020 in SelmWahlbeteiligung: 52,0 % 403020100 38,9 %31,0 %9,7 %9,4 %6,2 %4,8 % SPDaCDUbFamiliecGrünedSonst.eFDPfAnmerkungen:a Orlowski, Thomasb Zolda, Michaelc Piekenbrock, Ralf-Ottod Küpper, Marione Gryczan-Wiese, Wilhelmf Zimmermann, Robin |
| Unabhängiger Bewerber        | Gryczan-Wiese, Wilhelm    | 0.690   | 06,2 % | Bürgermeisterwahl 2020 in SelmWahlbeteiligung: 52,0 % 403020100 38,9 %31,0 %9,7 %9,4 %6,2 %4,8 % SPDaCDUbFamiliecGrünedSonst.eFDPfAnmerkungen:a Orlowski, Thomasb Zolda, Michaelc Piekenbrock, Ralf-Ottod Küpper, Marione Gryczan-Wiese, Wilhelmf Zimmermann, Robin |
| FDP                          | Zimmermann, Robin         | 0.540   | 04,8 % | Bürgermeisterwahl 2020 in SelmWahlbeteiligung: 52,0 % 403020100 38,9 %31,0 %9,7 %9,4 %6,2 %4,8 % SPDaCDUbFamiliecGrünedSonst.eFDPfAnmerkungen:a Orlowski, Thomasb Zolda, Michaelc Piekenbrock, Ralf-Ottod Küpper, Marione Gryczan-Wiese, Wilhelmf Zimmermann, Robin |
| Gültige Stimmen              | Gültige Stimmen           | 11.1660 |        | Bürgermeisterwahl 2020 in SelmWahlbeteiligung: 52,0 % 403020100 38,9 %31,0 %9,7 %9,4 %6,2 %4,8 % SPDaCDUbFamiliecGrünedSonst.eFDPfAnmerkungen:a Orlowski, Thomasb Zolda, Michaelc Piekenbrock, Ralf-Ottod Küpper, Marione Gryczan-Wiese, Wilhelmf Zimmermann, Robin |
| Ungültige Stimmen            | Ungültige Stimmen         | 0.249   |        | Bürgermeisterwahl 2020 in SelmWahlbeteiligung: 52,0 % 403020100 38,9 %31,0 %9,7 %9,4 %6,2 %4,8 % SPDaCDUbFamiliecGrünedSonst.eFDPfAnmerkungen:a Orlowski, Thomasb Zolda, Michaelc Piekenbrock, Ralf-Ottod Küpper, Marione Gryczan-Wiese, Wilhelmf Zimmermann, Robin |
| Stimmen Insgesamt            | Stimmen Insgesamt         | 11.4150 |        | Bürgermeisterwahl 2020 in SelmWahlbeteiligung: 52,0 % 403020100 38,9 %31,0 %9,7 %9,4 %6,2 %4,8 % SPDaCDUbFamiliecGrünedSonst.eFDPfAnmerkungen:a Orlowski, Thomasb Zolda, Michaelc Piekenbrock, Ralf-Ottod Küpper, Marione Gryczan-Wiese, Wilhelmf Zimmermann, Robin |
| Wahlberechtigte Insgesamt    | Wahlberechtigte Insgesamt | 21.9460 | 52,0 % | Bürgermeisterwahl 2020 in SelmWahlbeteiligung: 52,0 % 403020100 38,9 %31,0 %9,7 %9,4 %6,2 %4,8 % SPDaCDUbFamiliecGrünedSonst.eFDPfAnmerkungen:a Orlowski, Thomasb Zolda, Michaelc Piekenbrock, Ralf-Ottod Küpper, Marione Gryczan-Wiese, Wilhelmf Zimmermann, Robin |

| Partei                    | Kandidat                  | Stimmen | %      | Bürgermeisterstichwahl am 27. September 2020Wahlbeteiligung: 41,0 % 706050403020100 61,2 %38,8 % SPDaCDUbAnmerkungen:a Orlowski, Thomasb Zolda, Michael |
| SPD                       | Orlowski, Thomas          | 5.429   | 61,2 % | Bürgermeisterstichwahl am 27. September 2020Wahlbeteiligung: 41,0 % 706050403020100 61,2 %38,8 % SPDaCDUbAnmerkungen:a Orlowski, Thomasb Zolda, Michael |
| CDU                       | Zolda, Michael            | 3.436   | 38,8 % | Bürgermeisterstichwahl am 27. September 2020Wahlbeteiligung: 41,0 % 706050403020100 61,2 %38,8 % SPDaCDUbAnmerkungen:a Orlowski, Thomasb Zolda, Michael |
| Gültige Stimmen           | Gültige Stimmen           | 8.865   |        | Bürgermeisterstichwahl am 27. September 2020Wahlbeteiligung: 41,0 % 706050403020100 61,2 %38,8 % SPDaCDUbAnmerkungen:a Orlowski, Thomasb Zolda, Michael |
| Ungültige Stimmen         | Ungültige Stimmen         | 0.103   |        | Bürgermeisterstichwahl am 27. September 2020Wahlbeteiligung: 41,0 % 706050403020100 61,2 %38,8 % SPDaCDUbAnmerkungen:a Orlowski, Thomasb Zolda, Michael |
| Stimmen Insgesamt         | Stimmen Insgesamt         | 8.968   |        | Bürgermeisterstichwahl am 27. September 2020Wahlbeteiligung: 41,0 % 706050403020100 61,2 %38,8 % SPDaCDUbAnmerkungen:a Orlowski, Thomasb Zolda, Michael |
| Wahlberechtigte Insgesamt | Wahlberechtigte Insgesamt | 21.9000 | 41,0 % | Bürgermeisterstichwahl am 27. September 2020Wahlbeteiligung: 41,0 % 706050403020100 61,2 %38,8 % SPDaCDUbAnmerkungen:a Orlowski, Thomasb Zolda, Michael |

### Stadtrat
Das wichtigste politische Organ der Stadt ist der Stadtrat, der über die Angelegenheiten der Kommune entscheidet.
Nach der Kommunalwahl vom 13. September 2020 ergab sich folgende Verteilung der 32 Sitze im Stadtrat:
Vor der Konstituierung des Rates mit der 1. Ratssitzung am 12. November 2020 hat die SPD im Zuge der Fraktionsbildung zwei Mandatsträger durch Austritt verloren und ein Mandat durch den Beitritt des gewählten Ratsmitglieds der zwischenzeitlich aufgelösten Wählergemeinschaft „Wir für Selm e. V.“ hinzugewonnen. Die beiden ausgetretenen Mandatsträger haben sich zur Fraktion „Gemeinsam für Selm (GfS)“ zusammengeschlossen.

### Ergebnisse der Kommunalwahlen ab 1975
In der Liste werden nur Parteien und Wählergemeinschaften aufgeführt, die mindestens 1,95 Prozent der Stimmen bei der jeweiligen Wahl erhalten haben.
| Jahr | SPD  | CDU  | UWG  | Grüne | Linke | FDP | FAMILIE | WfS |
| ---- | ---- | ---- | ---- | ----- | ----- | --- | ------- | --- |
| 1975 | 44,5 | 52,0 |      |       |       | 3,5 |         |     |
| 1979 | 46,7 | 49,6 |      |       |       | 3,7 |         |     |
| 1984 | 43,8 | 45,7 | 10,4 |       |       |     |         |     |
| 1989 | 42,8 | 41,4 | 15,8 |       |       |     |         |     |
| 1994 | 43,5 | 46,2 | 10,4 |       |       |     |         |     |
| 1999 | 33,1 | 56,6 | 10,4 |       |       |     |         |     |
| 2004 | 31,4 | 47,2 | 17,4 |       |       | 4,0 |         |     |
| 2009 | 36,3 | 35,1 | 19,1 |       | 4,4   | 5,1 |         |     |
| 2014 | 32,8 | 32,4 | 19,2 | 06,8  | 6,6   | 2,2 |         |     |
| 2020 | 31,6 | 31,5 | 11,8 | 10,3  |       | 5,0 | 7,2     | 2,5 |

### Bürgermeister
- 1919 – 1927: Heinrich Kamphaus, Zentrum
- 1927 – 1929: Hugo Kamphaus, Zentrum
- 1929 – 1933: August Uphues genannt Feldmann, Zentrum
- April 1933 – August 1933: Fritz Wille, NSDAP
- 1933 – 1945: Wilhelm Held, NSDAP
- 1946 – 1948: Wilhelm Brüggemann, CDU
- 1948 – 1962: Wilhelm Liebetrau, SPD
- 1962 – 1964: Ernst Kraft, CDU
- 1964 – 1969: Bernd Jakob, SPD
- 1969 – 1989: Ernst Kraft, CDU (zum zweiten Mal)
- 1989 – 1999: Inge Hamann, SPD
- 1999 – 2004: Marie-Lis Coenen, CDU
- 2004 – 2009: Jörg Hußmann, CDU
- 2009 – 2020: Mario Löhr, SPD
- 2020 – 2020: Thomas Orlowski, SPD

Bei der Wahl im August 2009 erhielt Mario Löhr 41,4 Prozent der Stimmen.
Bei der Wahl im September 2015 erhielt Mario Löhr 79 Prozent Ja-Stimmen.
Es gab keinen Gegenkandidaten. Bei der Bürgermeisterwahl 2020 trat Löhr nicht mehr an.
| Ergebnisse der Wahlen zum Bürgermeister der Stadt Selm seit 2020 |                 |                     |                           |                   |                         |
| Name                                                             | Partei          | Stimmen 1. Wahlgang | Prozentanteil 1. Wahlgang | Stimmen Stichwahl | Prozentanteil Stichwahl |
| Bürgermeisterwahl 2020 am 13. und 27. September 2020             |                 |                     |                           |                   |                         |
| Wahlbeteiligung                                                  | Wahlbeteiligung |                     | 52,0 %                    |                   | 40,95 %                 |
| Thomas Orlowski                                                  | SPD             | 4.344               | 38,9 %                    | 5.429             | 61,24 %                 |
| Michael Zolda                                                    | CDU             | 3.459               | 30,1 %                    | 3.436             | 38,76 %                 |
| Ralf Piekenbrock                                                 | FAMILIE         | 1.084               | 09,7 %                    | —                 | —                       |
| Marion Küpper                                                    | Grüne           | 1.049               | 09,4 %                    | —                 | —                       |
| Wilhelm Grycan-Wiese                                             | Einzelbewerber  | 0.690               | 06,2 %                    | —                 | —                       |
| Robin Zimmermann                                                 | FDP             | 0.540               | 04,8 %                    | —                 | —                       |

### Wappen, Banner und Flagge
| Wappen der ehemaligen Stadt Selm, Kreis Unna | Blasonierung: „In Rot unter einem goldenen (gelben) Schildhaupt, darin drei balkenweise gestellte rote Rosen mit goldenen (gelben) Butzen und grünen Kelchblättern, eine goldene (gelbe) bewurzelte Linde.“ |
| Wappen der ehemaligen Stadt Selm, Kreis Unna | Wappenbegründung: Das Wappen wurde zusammen mit einem Siegel und einem Banner am 1. August 1977 vom Regierungspräsidenten in Arnsberg genehmigt. Es ersetzte das am 14. November 1970 vom Regierungspräsidenten in Münster genehmigte Wappen. Die Rosen stellen eine Anleihe des 1974 aufgelösten Amtes Bork dar; sie entstammen dem Wappen des Reichsfreiherrn vom Stein, welcher 1816 das Schloss Cappenberg erworben hatte. Mit der Gerichtslinde soll auf den im Ortsgebiet gelegenen Freistuhl der Freigrafschaft Wesenfort verwiesen werden. Die Farben Rot und Gold sind jene des Hochstifts Münster, zu dem Selm früher gehörte, sowie der Herren von Cappenberg. |

Banner
Hissflagge
Wappen der Gemeinde Selm 1970–1977
Wappen des ehem. Amtes Bork

Die Linde, Symbol der Vemlinde in Selm, stammt aus dem alten Selmer Wappen. Darunter befand sich die Toreinfahrt und Dorfzufahrt zur heutigen Altstadt. Die Vemestätte in der Bauerschaft Westerfelde in Selm ist der älteste Nachweis gemeindlicher Rechtstätigkeit vor Ort. Von den 23 Blättern im heutigen Wappen sind acht im äußeren Blattkranz nur mit der Spitze zu sehen, dreizehn sind in zwei seitlichen Fünfergruppen und in einer Dreiergruppe darüber voll zu sehen. Im unteren Blattbereich sind zwei halb zu sehen. Diese beiden unteren Blätter sind erst im heutigen Wappen der Sommerlinde links wie rechts zugefügt. Die Farbe der Linde wurde für das heutige Stadtwappen Selms verändert.

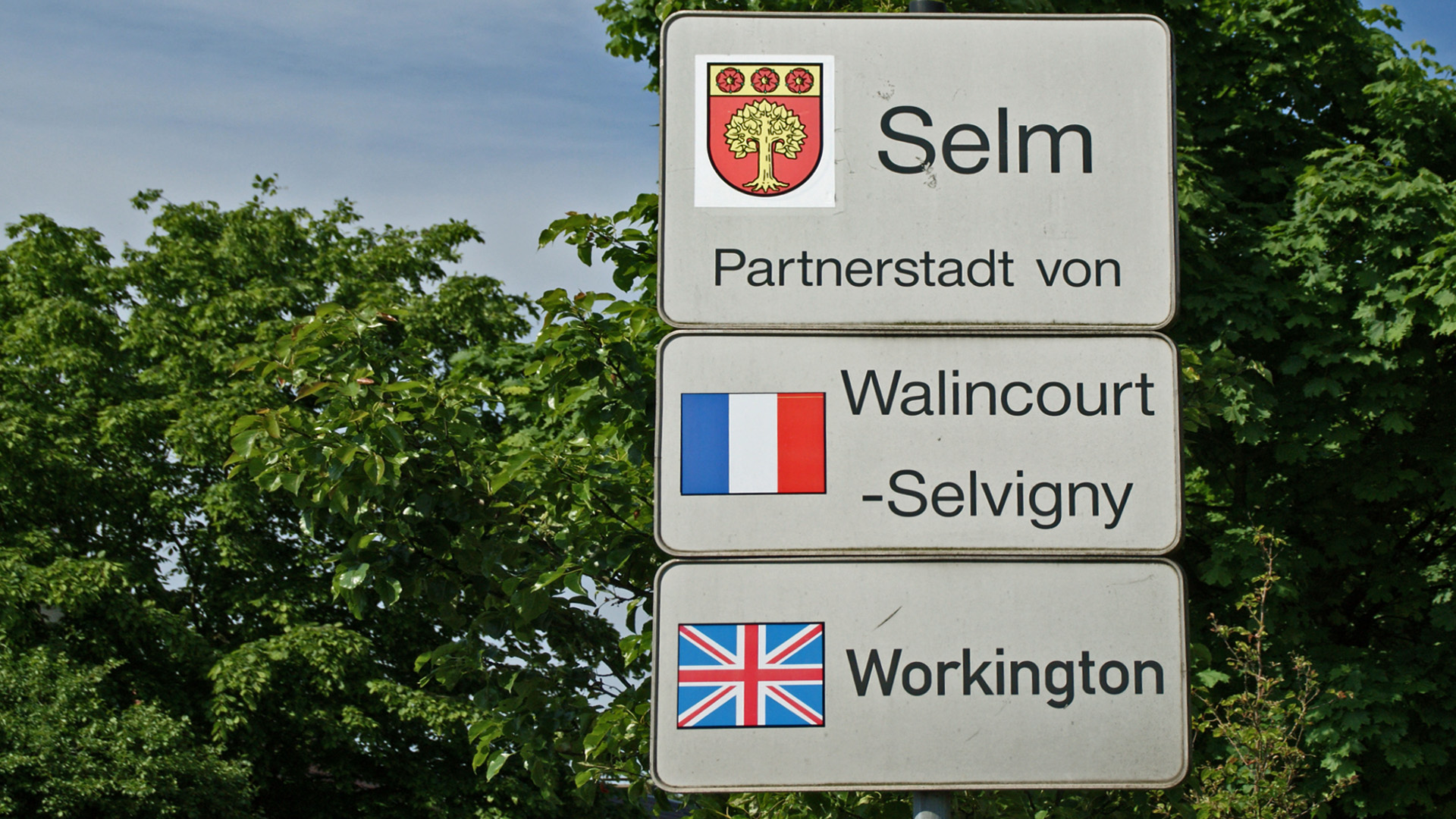
Partnerstädte Selms

### Städtepartnerschaften
Ein Ratsbeschluss von 1994 führte 1995 zur Gründung des Vereins zur Förderung der Städtepartnerschaften der Stadt Selm. Damit sollten die Bürger an der Verantwortung für Städtepartnerschaften beteiligt werden. Zuvor wurde die Arbeit von einem Partnerschaftskreis organisiert.
Selm unterhält folgende Städtepartnerschaften:
- Walincourt-Selvigny (Frankreich, seit dem 29. März 1992)
- Workington (Großbritannien, seit dem 30. April 1994)
- Iwkowa (Polen, seit 2016)

## Kultur und Sehenswürdigkeiten

### Theater
In Selm gibt es das Schlosstheater Cappenberg.

### Museen
Im Haupt- und im Seitenflügel des Schlosses Cappenberg werden einige Räume als Museum genutzt. Das LWL-Landesmuseum für Kunst und Kulturgeschichte zeigt eine Dauerausstellung zur Geschichte Cappenbergs und des Freiherrn vom Stein im Seitenflügel. Der Kreis Unna präsentiert wechselnde Kunstausstellungen im Hauptgebäude des Schlosses. Derzeit wegen Umbauarbeiten geschlossen.
Im Ortsteil Cappenberg ist in einem Gebäude der ehemaligen Brauerei ein Feuerwehrmuseum untergebracht.

### Bauwerke

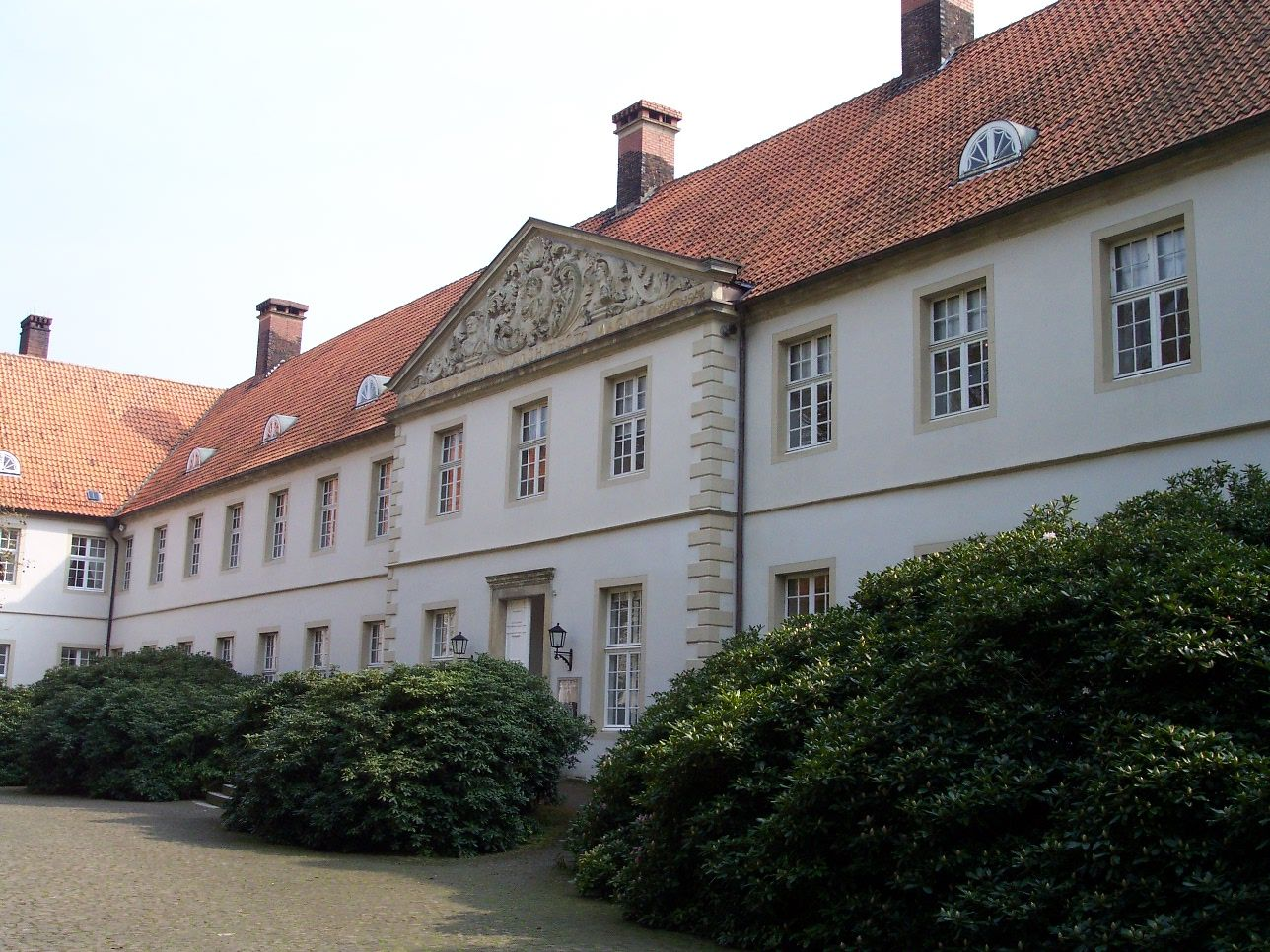
Schloss Cappenberg

siehe auch: Liste der Baudenkmäler in Selm
- Burg Botzlar, Selm-Beifang (13. Jahrhundert)
- Bürgerhaus, vom BDA prämierter Saalbau, Architektur von Peter Böhm (20. Jahrhundert)
- Fährenkamp-Siedlung
- Freiherr vom Stein-Denkmal, Selm-Cappenberg (20. Jahrhundert)
- Friedenskirche, ehem. Dorfkirche St. Fabian und Sebastian, Selm-Altstadt (11. Jahrhundert)
- Ludgerikirche, Selm-Altstadt (20. Jahrhundert)
- Schloss Cappenberg und Stiftskirche (St. Johannes Evangelist) des 12. Jahrhunderts, Selm-Cappenberg
- St. Stephanus (Bork) Stephanuskirche, Selm-Bork (18. Jahrhundert)
- Synagoge, Selm-Bork
- Jüdischer Friedhof (Bork) zwischen Selm und Bork an der B236.
- Windmühlenturm, Selm-Altstadt, Efeubewachsene Ruine (16. Jahrhundert)
- ehem. Zechenanlage Hermann und Hermann-Siedlung, Selm-Beifang
- die denkmalgeschützte Wegekapelle Ecke Südkirchener Straße/Auf der Geist

### Historische Stätten
- Veme in der Bauerschaft Westerfelde
- Hügelgräber in der Bauerschaft Ternsche

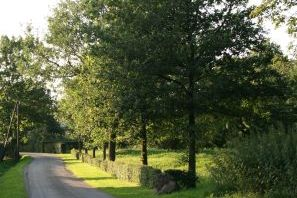
Landschaftsschutzgebiet Passbachniederung, Bereich Netteberge in Bork

### Landschafts-, Naturschutzgebiete
- Ternscher See
- Landschaftsschutzgebiet Beifang Schorfheide
- Landschaftsschutzgebiet Passbachniederung, Bereich Netteberge in Bork
- Naturschutzgebiet Netteberge
- Naturschutzgebiet Lippeaue Selm
- Naturschutzgebiet Wälder bei Cappenberg-West
- Naturschutzgebiet Wälder bei Cappenberg-Ost

### Sport
Für sportliche Betätigung stehen u. a. zur Verfügung, das Selmer Freibad, Hallenbad des Landesamtes für Ausbildung, Fortbildung und Personalangelegenheiten sowie der Skatepark im Zentrum. Der PBC Bork 73 spielte mehrere Jahre in der 1. Poolbillard-Bundesliga.

### Regelmäßige Veranstaltungen
- Selmer Woche: Informations- und Verkaufsschau örtlicher Betriebe und Vereine rund um das Selmer Bürgerhaus.
- Borker Sonntag
- Adventsmarkt am ersten Dezemberwochenende in der Altstadt – rund um die Friedenskirche
- Schützenfeste der Schützenvereine in regelmäßigen Abständen
- Karnevalsumzug am Karnevalssamstag: Start in der Altstadt an der Feuerwehr, Ende am Bürgerhaus
- Stadtfest mit Stadtfestlauf auf und um den Selmer Campus[22]

### Kulturförderpreis der Stadt Selm
Preisträger:
- 1985 – Christiane Fechte, Hildegard Schattenberg, Annette Murlowski und Simone Kück, Flötistinnen
- 1986 – Michael Kuhlmann, Pianist
- 1987 – Hans Piene, Maler
- 1988 – Theo Bleckmann, Jazz-Sänger und -pianist
- 1991 – Markus Mußinghoff, Bildhauer
- 1992 – Michael Steinbrecher, Journalist, geb. 1965 in Dortmund, Moderator der Sendung das aktuelle sportstudio, Autor und Filmemacher
- 1993 – Kinderchor Selm
- 1994 – Doris Cymontkowski für ihre Arbeit zur Geschichte der jüdischen Gemeinde in Selm, Bork und Cappenberg
- 1996 – Silke A. Schuemmer, geb. 1973 in Aachen/NRW, lebt und arbeitet in Berlin
- 1998 – Verena Volkmer, Harfenistin
- 2002 – Susanne Murlowski, Violinistin

### Wirtschafts- und Kulturförderpreis der Stadt Selm
Seit 2014 kümmert sich der Wikult mit Hilfe der Bürgerschaft um die Vergabe.
- 2014 – Ralf Damberg
- 2016 – Christoph Tiemann, Kabarettist und Schauspieler[24]
- 2018 – Elisabeth vom Hofe, „Tante Emma“ aus Selm wird erste Doppelpreisträgerin[25]

## Wirtschaft und Infrastruktur

### Unternehmen
Selm ist Sitz der Rethmann AG & Co. KG, eine der größten deutschen Firmengruppen. Zur Holding der Rethmann AG & Co. KG gehören zum Beispiel die Entsorgungsfirma Remondis und Rhenus, einer der führenden europäischen Logistikdienstleister.

### Verkehr

#### Schienenverkehr

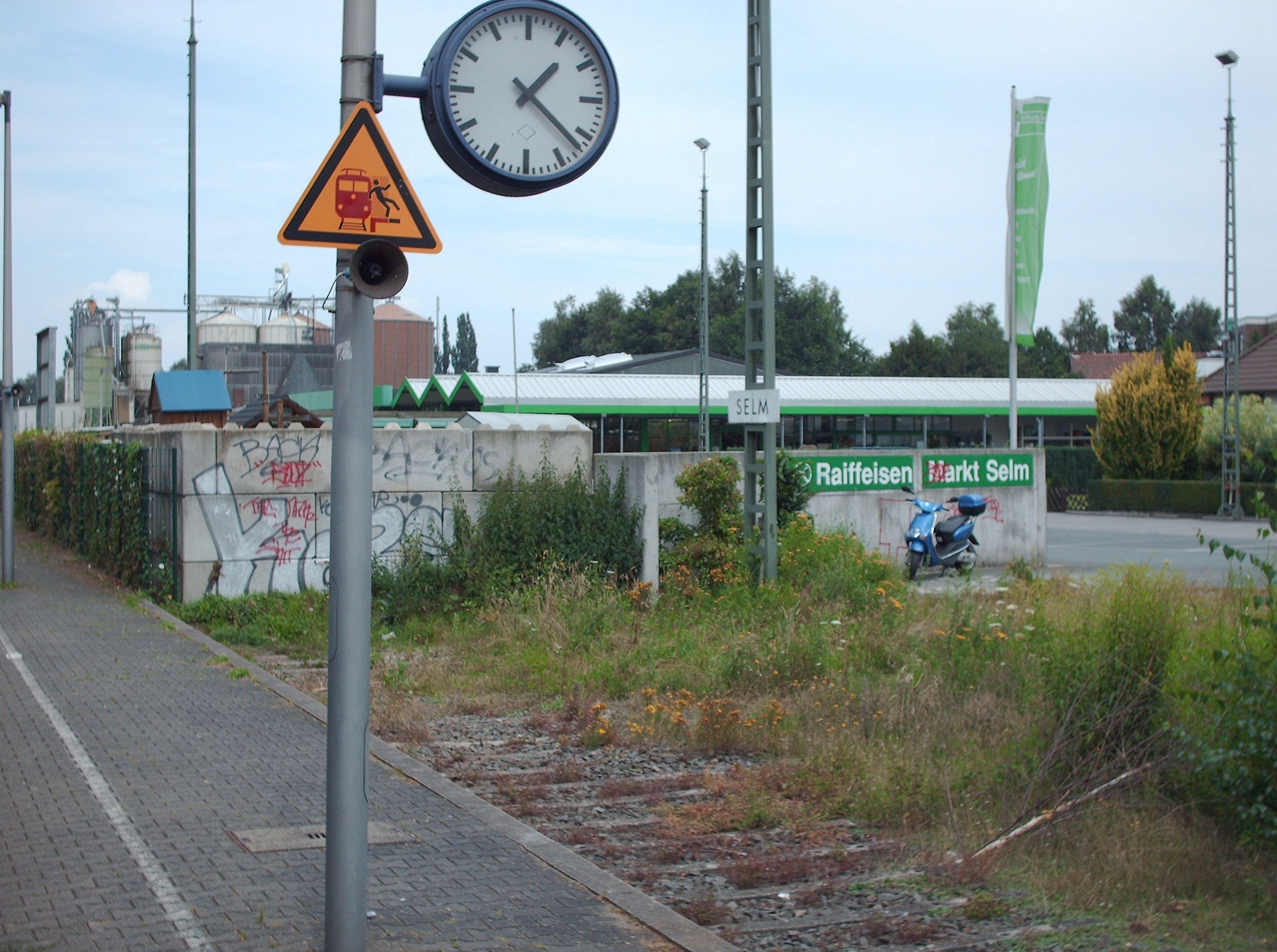
Station Selm

In der Stadt Selm befinden sich drei Stationen an der Bahnstrecke Dortmund–Gronau:
- Bahnhof Bork (Westfalen) an der Bahnhofstraße im Ortsteil Bork
- Haltepunkt Selm-Beifang: Ursprünglich war dieser nicht vorgesehen. Da aber die mit dem Zug nach Hause fahrenden Bergleute nicht den weiteren Weg vom Bahnhof Selm zur eigenen Wohnung nehmen wollten, wurde regelmäßig in Höhe des Beifanger Wegs die Notbremse gezogen. Da die „Not“-Bremsungen auch durch die Bahnpolizei nicht unterbunden werden konnten, wurde 1946 schließlich an der Querung der Bahnstrecke mit dem Sandforter Weg ein weiterer Haltepunkt eingerichtet, welcher heute den Namen Beifang trägt und im Volksmund auch „Bahnhof Notbremse“ genannt wird.[26]
- Haltepunkt Selm[27] an der Lüdinghausener Straße

| Linie | Verlauf | Takt                                              |
| ----- | --- | ------------------------------------------------- |
| RB 51 | Westmünsterland-Bahn: Dortmund Hbf – Dortmund-Kirchderne – Dortmund-Derne – Lünen-Preußen – Lünen Hbf – Bork (Westf) – Selm-Beifang – Selm – Lüdinghausen – Dülmen – Lette (Kr Coesfeld) – Coesfeld (Westf) – Rosendahl-Holtwick – Legden – Ahaus – Epe (Westf) – Gronau (Westf) – Glanerbrug – Enschede De Eschmarke – Enschede Stand: Fahrplanwechsel Dezember 2023 | 60 min 20/40 min (Dortmund–Lünen, nicht sonntags) |

#### Straßenverkehr
Durch Selm führen die folgenden Bundes- (B) und Landesstraßen (L):
- Die B 236 beginnt nördlich von Selm in Olfen an der Abzweigung von der B 235. Sie durchquert anschließend die Stadtteile Selm-Altstadt, Beifang und Bork. Schließlich verlässt sie Selm in Richtung Lünen. Ihr Zielort ist Münchhausen in Hessen.
- Die L 507 beginnt in Beifang und führt über die Borker Bauerschaft Netteberge über Werne bis in den Hammer Norden. Sie endet dort an der B 63.
- Die L 809 beginnt in Bork, überquert die Lippe und endet in Waltrop an der L 511.
- Die L 810 beginnt in der Lüdinghausener Bauerschaft Ermen an der L 835. Sie führt über Nord- und Südkirchen in das Selmer Stadtgebiet. Dort durchquert sie Cappenberg in Nord-Süd-Richtung. Schließlich endet sie in Lünen-Nord an der B 236.
- Die L 835 beginnt nördlich des Siedlungsschwerpunktes der Selmer Altstadt. Sie führt in nördlicher Richtung über Lüdinghausen und Hiddingsel nach Buldern (beide sind Stadtteile von Dülmen). Dort endet sie an der L 551.

#### Busverkehr
In Selm gibt es eine Regionallinie R19, die Selm mit den Nachbarstädten Lünen und Lüdinghausen verbindet und von der Verkehrsgesellschaft Kreis Unna betrieben wird.
- Die Linie R19 fährt von Lüdinghausen über Selm und Cappenberg nach Lünen ZOB
- Die Linie D19 hat einen ähnlichen Verlauf wie der südliche Zweig der Regionallinie R19: von Selm über Cappenberg nach Lünen ZOB

### Bildung

#### Grundschulen
- Grundschule „Auf den Äckern“ (Gemeinschaftsgrundschule), Selm-Bork mit einer Dependance in Selm-Cappenberg
- Ludgerischule (Katholische Grundschule), Selm-Altstadt
- Overbergschule (Gemeinschaftsgrundschule), Selm-Beifang

An allen Selmer Grundschulen wird eine Ganztagsbetreuung angeboten, die seit Ende 2011 vom Verein Ganz Selm e. V. organisiert und durchgeführt wird.
Das Gebäude der ehemaligen Lutherschule in Beifang wurde im September 2018 abgerissen.

#### Weiterführende Schulen
- Selma-Lagerlöf-Sekundarschule, Selm
- Teilstandort des Förderzentrums Nord, Selm-Bork (Förderschwerpunkte Lernen sowie Emotionale und soziale Entwicklung, Sekundarstufe I)
- Städtisches Gymnasium Selm (SGS), Selm-Beifang

#### Sonstige Bildungseinrichtungen
- FoKuS Selm AöR, städtischer Fortbildungs-, Kultur- und Sportbetrieb, Selm
- Musikschule, getragen von FoKuS Selm
- Volkshochschule (VHS), getragen von FoKuS Selm
- Familienbildungsstätte (FBS), Einrichtung des Katholischen Bildungsforums Coesfeld,  Selm-Altstadt
- Landesamt für Ausbildung, Fortbildung und Personalangelegenheiten der Polizei NRW, Selm-Bork
- Waldschule Cappenberg, gemeinnützig anerkannte Umweltbildungsinstitution in Selm-Cappenberg
- Selmer Malschule, private Bildungseinrichtung in Selm

### Touristik
Ein Campingplatz befindet sich am nahegelegenen Ternscher See.

### Forschung
Im Februar 2014 öffnete das Forschungs- und Technologiezentrum für Ladungssicherung. Dieses besitzt eine Fläche von 123.500 Quadratmetern auf der Fahrversuche mit Kraftfahrzeugen durchgeführt werden, um z. B. das Fahrverhalten bei nasser Fahrbahn oder neue Technologien zur Ladungssicherung zu untersuchen.

## Persönlichkeiten
Zu bekannten gebürtigen und mit der Stadt Selm verbundene Persönlichkeiten gehören Personen aus Religion, wie beispielsweise Gottfried von Cappenberg, westfälischer Graf und Prämonstratenser, der als Heiliger verehrt wird, oder Georg Heinrich Vieter, römisch-katholischer Bischof und erster Apostolischer Vikar von Kamerun, Personen aus Kunst und Kultur, wie Heinz Cymontkowski, freischaffender Künstler, sowie aus Wirtschaft, Militär, Sport, Wissenschaft und Politik. Eine vollständige Liste, inklusive Bürgermeister findet sich im Hauptartikel.